# GP3 Series 2018
La stagione 2018 della GP3 Series è stata la nona della categoria, nata a supporto della GP2 Series. È iniziata il 12 maggio e si è conclusa il 25 novembre, dopo 9 appuntamenti, uno in più rispetto alla stagione precedente. Essa è l'ultima stagione della categoria, che dal 2019 si unisce con la F3 europea creando il nuovo Campionato FIA di Formula 3. I campioni della stagione sono stati Anthoine Hubert tra i piloti e la ART Grand Prix tra le squadre.

## La pre-stagione

### Calendario
Il calendario è stato ufficializzato il 6 novembre 2017. La stagione è iniziata in maggio, sul Circuito di Catalogna, a supporto del Gran Premio di Spagna 2018. Il numero di weekend di gare sale a 9.
| Gara | Gara | Circuito                                 | Giri | Lunghezza                  | Data         | Ora   | Supporto                          |
| ---- | ---- | ---------------------------------------- | ---- | -------------------------- | ------------ | ----- | --------------------------------- |
| 1    | G1   | Circuito di Catalogna, Barcellona        | 22   | 22 x 4,655 km = 102,410 km | 12 maggio    | 10:10 | Gran Premio di Spagna 2018        |
| 1    | G2   | Circuito di Catalogna, Barcellona        | 17   | 17 x 4,655 km = 79,135 km  | 13 maggio    | 10:20 | Gran Premio di Spagna 2018        |
| 2    | G1   | Circuito Paul Ricard, Le Castellet       | 20   | 20 x 5,842 km = 116,840 km | 23 giugno    | 11:30 | Gran Premio di Francia 2018       |
| 2    | G2   | Circuito Paul Ricard, Le Castellet       | 15   | 15 x 5,842 km = 87,630 km  | 24 giugno    | 10:45 | Gran Premio di Francia 2018       |
| 3    | G1   | Red Bull Ring, Spielberg bei Knittelfeld | 24   | 24 x 4,326 km = 103,824 km | 30 giugno    | 10:25 | Gran Premio d'Austria 2018        |
| 3    | G2   | Red Bull Ring, Spielberg bei Knittelfeld | 18   | 18 x 4,326 km = 77,868 km  | 1º luglio    | 09:45 | Gran Premio d'Austria 2018        |
| 4    | G1   | Circuito di Silverstone                  | 20   | 20 x 5,891 km = 117,820 km | 7 luglio     | 09:25 | Gran Premio di Gran Bretagna 2018 |
| 4    | G2   | Circuito di Silverstone                  | 15   | 15 x 5,891 km = 88,365 km  | 8 luglio     | 08:05 | Gran Premio di Gran Bretagna 2018 |
| 5    | G1   | Hungaroring, Mogyoród                    | 22   | 22 x 4,381 km = 96,382 km  | 28 luglio    | 18:30 | Gran Premio d'Ungheria 2018       |
| 5    | G2   | Hungaroring, Mogyoród                    | 17   | 17 x 4,381 km = 74,477 km  | 29 luglio    | 10:05 | Gran Premio d'Ungheria 2018       |
| 6    | G1   | Circuito di Spa-Francorchamps            | 17   | 17 x 7,004 km = 119,068 km | 25 agosto    | 09:35 | Gran Premio del Belgio 2018       |
| 6    | G2   | Circuito di Spa-Francorchamps            | 13   | 13 x 7,004 km = 91,052 km  | 26 agosto    | 09:35 | Gran Premio del Belgio 2018       |
| 7    | G1   | Autodromo Nazionale Monza                | 22   | 22 x 5,793 km = 127,446 km | 1º settembre | 10:30 | Gran Premio d'Italia 2018         |
| 7    | G2   | Autodromo Nazionale Monza                | 17   | 17 x 5,793 km = 98,481 km  | 2 settembre  | 09:40 | Gran Premio d'Italia 2018         |
| 8    | G1   | Autodromo di Soči                        | 20   | 20 x 5,848 km = 116,960 km | 29 settembre | 10:15 | Gran Premio di Russia 2018        |
| 8    | G2   | Autodromo di Soči                        | 15   | 15 x 5,848 km = 87,720 km  | 30 settembre | 10:05 | Gran Premio di Russia 2018        |
| 9    | G1   | Circuito di Yas Marina, Isola Yas        | 18   | 18 x 5,554 km = 99,972 km  | 24 novembre  | 12:30 | Gran Premio di Abu Dhabi 2018     |
| 9    | G2   | Circuito di Yas Marina, Isola Yas        | 14   | 14 x 5,554 km = 77,756 km  | 25 novembre  | 12:10 | Gran Premio di Abu Dhabi 2018     |

### Test
La prima sessione di test si è svolta sul Circuito Paul Ricard tra il 21 e il 22 febbraio, la seconda sul Circuito di Jerez de la Frontera, tra il 14 e 15 marzo, e la terza sul Circuito di Catalogna di Barcellona, tra il 17 e il 18 aprile.
| Circuito                          | Data                     | Pilota più veloce | Team           | Tempo    | Giri |
| --------------------------------- | ------------------------ | ----------------- | -------------- | -------- | ---- |
| Circuito Paul Ricard              | 21 febbraio (mattina)    | Anthoine Hubert   | ART Grand Prix | 1'59"549 | 21   |
| Circuito Paul Ricard              | 21 febbraio (pomeriggio) | Jake Hughes       | ART Grand Prix | 1'49"456 | 39   |
| Circuito Paul Ricard              | 22 febbraio (mattina)    | Anthoine Hubert   | ART Grand Prix | 1'48"674 | 37   |
| Circuito Paul Ricard              | 22 febbraio (pomeriggio) | Callum Ilott      | ART Grand Prix | 1'49"144 | 43   |
| Circuito di Jerez de la Frontera  | 14 marzo (mattina)       | Alessio Lorandi   | Trident Racing | 1'30"797 | 35   |
| Circuito di Jerez de la Frontera  | 14 marzo (pomeriggio)    | Anthoine Hubert   | ART Grand Prix | 1'30"449 | 45   |
| Circuito di Jerez de la Frontera  | 15 marzo (mattina)       | Callum Ilott      | ART Grand Prix | 1'31"998 | 37   |
| Circuito di Jerez de la Frontera  | 15 marzo (pomeriggio)    | Leonardo Pulcini  | Campos Racing  | 1'30"255 | 48   |
| Circuito di Catalogna, Barcellona | 17 aprile (mattina)      | Dorian Boccolacci | MP Motorsport  | 1'34"964 | 20   |
| Circuito di Catalogna, Barcellona | 17 aprile (pomeriggio)   | Leonardo Pulcini  | Campos Racing  | 1'32"785 | 42   |
| Circuito di Catalogna, Barcellona | 18 aprile (mattina)      | Anthoine Hubert   | ART Grand Prix | 1'31"751 | 54   |
| Circuito di Catalogna, Barcellona | 18 aprile (pomeriggio)   | Giuliano Alesi    | Trident Racing | 1'32"901 | 44   |

## Piloti e scuderie

### Piloti
Il campione del 2017, George Russell, come da regolamento, non può prendere parte alla nuova stagione. La ART ingaggia Callum Ilott, Jake Hughes, il russo Nikita Mazepin e conferma Anthoine Hubert che ha già corso con il team nella passata stagione. Niko Kari passa alla MP Motorsport per il suo secondo anno nella categoria.
La Campos Racing ingaggia il finlandese Simo Laaksonen, esordiente nella categoria,, Leonardo Pulcini, proveniente dal team Arden e il debuttante Diego Menchaca
La Arden fa debuttare il francese Gabriel Aubry e l'australiano Joey Mawson, mentre ingaggia Julien Falchero proveniente dalla Campos Racing
Il team MP Motorsport ingaggia Niko Kari, il francese Dorian Boccolacci, al suo secondo anno nella categoria, e Will Palmer, fratello dell'ex pilota di Formula 1 Jolyon Palmer, che disputa soltanto la prima gara. Per la seconda gara viene sostituito da Christian Lundgaard, e per il resto della stagione dal canadese Devlin DeFrancesco. A partire dalla gara di Spa-Francorchamps, Dorian Boccolacci, nel frattempo promosso in Formula 2, viene sostituito dall'olandese Richard Verschoor.
La Trident Racing conferma lo statunitense Ryan Tveter e il figlio d'arte Giuliano Alesi, alla sua terza stagione consecutiva nel team, mentre ingaggia Alessio Lorandi, proveniente dalla Jenzer, e Pedro Piquet, figlio del campione del mondo di Formula 1 Nelson.
Il team Jenzer Motorsport ingaggia Tatiana Calderón, colombiana alla sua terza stagione nella categoria, Juan Manuel Correa che aveva corso 7 gare nel 2017 con il team, e il tedesco David Beckmann, sostituito a partire dall'appuntamento dell'Hungaroring da Jannes Fittje. Il tedesco trova un sedile sulla Trident Racing, al posto di Alessio Lorandi, promosso in Formula 2.
A partire dall'appuntamento di Sochi il team Arden sostituisce Julien Falchero con il suo connazionale Sacha Fenestraz.
Nell'ultimo appuntamento della stagione la MP Motorsport fa debuttare Jehan Daruvala nella categoria.

### Squadre
La DAMS, squadra francese presente dal campionato 2016, esce dalla categoria e viene sostituita dal team MP Motorsport, impegnato anche in Formula 2.

### Tabella riassuntiva
| Team                | Nº | Pilota              | Weekend di gare |
| ------------------- | -- | ------------------- | --------------- |
| ART Grand Prix      | 1  | Callum Ilott        | Tutti           |
| ART Grand Prix      | 2  | Anthoine Hubert     | Tutti           |
| ART Grand Prix      | 3  | Nikita Mazepin      | Tutti           |
| ART Grand Prix      | 4  | Jake Hughes         | Tutti           |
| Trident             | 5  | Pedro Piquet        | Tutti           |
| Trident             | 6  | Giuliano Alesi      | Tutti           |
| Trident             | 7  | Ryan Tveter         | Tutti           |
| Trident             | 8  | Alessio Lorandi     | 1-4             |
| Trident             | 8  | David Beckmann      | 5-9             |
| Jenzer Motorsport   | 9  | Tatiana Calderón    | Tutti           |
| Jenzer Motorsport   | 10 | Juan Manuel Correa  | Tutti           |
| Jenzer Motorsport   | 11 | David Beckmann      | 1-4             |
| Jenzer Motorsport   | 11 | Jannes Fittje       | 5-9             |
| Arden International | 14 | Gabriel Aubry       | Tutti           |
| Arden International | 15 | Julien Falchero     | 1-7             |
| Arden International | 15 | Sacha Fenestraz     | 8-9             |
| Arden International | 16 | Joey Mawson         | Tutti           |
| Campos Racing       | 18 | Leonardo Pulcini    | Tutti           |
| Campos Racing       | 19 | Simo Laaksonen      | Tutti           |
| Campos Racing       | 20 | Diego Menchaca      | Tutti           |
| MP Motorsport       | 22 | Dorian Boccolacci   | 1-5             |
| MP Motorsport       | 22 | Richard Verschoor   | 6-9             |
| MP Motorsport       | 23 | Will Palmer         | 1               |
| MP Motorsport       | 23 | Christian Lundgaard | 2               |
| MP Motorsport       | 23 | Devlin DeFrancesco  | 3-9             |
| MP Motorsport       | 24 | Niko Kari           | 1-7             |
| MP Motorsport       | 24 | Jehan Daruvala      | 9               |

## Circuiti e gare
Il calendario, con una gara in più rispetto alla stagione precedente, vede l'aggiunta del Circuito Paul Ricard, a supporto dell'entrante Gran Premio di Francia di Formula 1. Torna in calendario l'Autodromo di Soči, assente dal 2015, mentre esce dal calendario il Circuito di Jerez de la Frontera. Dunque, al contrario della stagione precedente, la GP3 non ha effettuato alcuna gara autonoma da gran premi del mondiale di F1.

## Sistema di punteggio

### Classifica piloti
I punti vengono assegnati ai primi dieci classificati in gara-1 (detta anche gara lunga o feature race) e ai primi otto in gara-2 (detta anche gara corta o sprint race). Colui che conquista la pole position riceve 4 punti, mentre 2 sono assegnati a chi fa il giro più veloce, ma solo se si trova all'interno della top ten della gara stessa. Non sono assegnati punti extra al poleman di gara-2 poiché si tratta semplicemente dell'8º arrivato in gara-1, che si trova a partire in prima posizione in gara-2, a causa della regola della griglia invertita.
Punti nella feature race
| Posizione | 1º | 2º | 3º | 4º | 5º | 6º | 7º | 8º | 9º | 10º | Pole | GPV |
| Punti     | 25 | 18 | 15 | 12 | 10 | 8  | 6  | 4  | 2  | 1   | 4    | 2   |

Punti nella sprint race
I punti sono assegnati ai primi otto classificati.
| Posizione | 1º | 2º | 3º | 4º | 5º | 6º | 7º | 8º | GPV |
| Punti     | 15 | 12 | 10 | 8  | 6  | 4  | 2  | 1  | 2   |

### Classifica squadre
Vengono assegnati punti solo alle prime tre vetture giunte sul traguardo.

## Risultati e classifiche

### Gare
In gara 2 la griglia di partenza si basa sui risultati di gara 1, con i primi 8 piloti posizionati in ordine inverso; al pilota in pole in gara 2 non vengono attribuiti punti aggiuntivi.
| Gara | Gara | Circuito          | Tempo     | Velocità media | Pole position     | Giro veloce       | Pilota vincitore  | Team vincitore |
| ---- | ---- | ----------------- | --------- | -------------- | ----------------- | ----------------- | ----------------- | -------------- |
| 1    | G1   | Barcellona        | 34'53"480 | 175,890 Km/h   | Leonardo Pulcini  | Anthoine Hubert   | Nikita Mazepin    | ART Grand Prix |
| 1    | G2   | Barcellona        | 33'02"326 | 135,030 Km/h   |                   | Giuliano Alesi    | Giuliano Alesi    | Trident        |
| 2    | G1   | Paul Ricard       | 37'54"388 | 184,838 Km/h   | Dorian Boccolacci | Anthoine Hubert   | Anthoine Hubert   | ART Grand Prix |
| 2    | G2   | Paul Ricard       | 28'35"270 | 184,051 Km/h   |                   | Anthoine Hubert   | Callum Ilott      | ART Grand Prix |
| 3    | G1   | Red Bull Ring     | 34'11"806 | 181,606 Km/h   | Callum Ilott      | Leonardo Pulcini  | Callum Ilott      | ART Grand Prix |
| 3    | G2   | Red Bull Ring     | 25'23"065 | 183,414 Km/h   |                   | Leonardo Pulcini  | Jake Hughes       | ART Grand Prix |
| 4    | G1   | Silverstone       | 39'40"023 | 178,010 Km/h   | Anthoine Hubert   | Callum Ilott      | Anthoine Hubert   | ART Grand Prix |
| 4    | G2   | Silverstone       | 28'46"563 | 183,967 Km/h   |                   | Callum Ilott      | Pedro Piquet      | Trident        |
| 5    | G1   | Hungaroring       | 35'38"823 | 162,159 Km/h   | Anthoine Hubert   | Nikita Mazepin    | Nikita Mazepin    | ART Grand Prix |
| 5    | G2   | Hungaroring       | 27'27"055 | 162,698 Km/h   |                   | Dorian Boccolacci | Dorian Boccolacci | MP Motorsport  |
| 6    | G1   | Spa-Francorchamps | 36'56"427 | 193,193 Km/h   | David Beckmann    | Anthoine Hubert   | David Beckmann    | Trident        |
| 6    | G2   | Spa-Francorchamps | 27'45"477 | 196,544 Km/h   |                   | Nikita Mazepin    | Nikita Mazepin    | ART Grand Prix |
| 7    | G1   | Monza             | 41'55"494 | 181,949 Km/h   | David Beckmann    | David Beckmann    | David Beckmann    | Trident        |
| 7    | G2   | Monza             | 33'01"677 | 178,343 Km/h   |                   | Nikita Mazepin    | Pedro Piquet      | Trident        |
| 8    | G1   | Soči              | 38'56"960 | 179,865 Km/h   | Leonardo Pulcini  | Nikita Mazepin    | Leonardo Pulcini  | Campos Racing  |
| 8    | G2   | Soči              | 29'43"318 | 176,679 Km/h   |                   | David Beckmann    | David Beckmann    | Trident        |
| 9    | G1   | Yas Marina        | 36'04"077 | 166,114 Km/h   | Nikita Mazepin    | Nikita Mazepin    | Leonardo Pulcini  | Campos Racing  |
| 9    | G2   | Yas Marina        | 30'16"148 | 153,901 Km/h   |                   | Ryan Tveter       | Nikita Mazepin    | ART Grand Prix |

### Classifica piloti
| Pos.   | Pilota              | CAT | CAT | LEC | LEC | RBR | RBR | SIL | SIL | HUN | HUN | SPA | SPA | MNZ | MNZ | SOC | SOC | YMC | YMC | Punti |
| ------ | ------------------- | --- | --- | --- | --- | --- | --- | --- | --- | --- | --- | --- | --- | --- | --- | --- | --- | --- | --- | ----- |
| 1      | Anthoine Hubert     | 2   | 2   | 1   | 7   | 17  | 9   | 1   | 4   | 3   | 3   | 3   | 2   | 2   | SQ  | 3   | 4   | 3   | Rit | 214   |
| 2      | Nikita Mazepin      | 1   | 10  | 2   | 5   | 13  | 7   | 2   | 7   | 1   | 12  | 5   | 1   | 5   | 3   | 2   | Rit | 5   | 1   | 198   |
| 3      | Callum Ilott        | 3   | 7   | 8   | 1   | 1   | 6   | 3   | 5   | 6   | 2   | 6   | 3   | 3   | SQ  | 13  | 18  | 4   | 4   | 167   |
| 4      | Leonardo Pulcini    | 4   | 9   | 4   | 8   | 2   | 3   | 6   | 6   | 2   | 4   | 15  | Rit | 14  | 7   | 1   | 8   | 1   | 12  | 156   |
| 5      | David Beckmann      | 6   | 17  | 18  | 10  | 8   | Rit | 14  | Rit | 4   | 7   | 1   | Rit | 1   | 5   | 5   | 1   | 2   | Rit | 137   |
| 6      | Pedro Piquet        | 9   | Rit | 6   | 2   | 4   | 2   | 7   | 1   | 12  | 9   | 4   | 5   | 7   | 1   | 15  | 11  | 12  | Rit | 106   |
| 7      | Giuliano Alesi      | 7   | 1   | 3   | 6   | 6   | Rit | 8   | 2   | 17  | 16  | 9   | 6   | 6   | 2   | 14  | 17  | 6   | 10  | 100   |
| 8      | Jake Hughes         | 13  | 3   | 10  | 17  | 5   | 1   | Rit | 8   | 16  | 14  | 7   | 4   | 9   | 4   | 7   | 16  | 7   | 2   | 85    |
| 9      | Ryan Tveter         | 17  | 14  | 11  | 9   | 7   | Rit | 4   | 3   | 5   | 6   | 2   | 8   | 11  | 16  | 18  | 9   | 11  | 5   | 69    |
| 10     | Dorian Boccolacci   | 5   | 5   | SQ  | 14  | 10  | 5   | 5   | 9   | 8   | 1   |     |     |     |     |     |     |     |     | 58    |
| 11     | Alessio Lorandi     | 11  | 16  | 5   | 4   | 3   | 4   | 10  | 12  |     |     |     |     |     |     |     |     |     |     | 42    |
| 12     | Juan Manuel Correa  | 8   | 4   | 9   | 12  | 19  | 13  | Rit | 15  | 7   | 5   | 11  | 10  | 17  | Rit | 9   | 5   | 8   | 6   | 42    |
| 13     | Joey Mawson         | 16  | 15  | 7   | 3   | Rit | 10  | 9   | 13  | Rit | 18  | 8   | 17  | 12  | 13  | 8   | 2   | 20  | 9   | 38    |
| 14     | Simo Laaksonen      | 15  | 8   | 13  | 11  | 9   | 15  | 13  | 16  | 14  | 11  | 12  | 13  | 4   | 8   | 6   | 14  | 9   | 3   | 36    |
| 15     | Richard Verschoor   |     |     |     |     |     |     |     |     |     |     | 17  | 7   | 8   | 9   | 4   | 3   | 14  | 7   | 30    |
| 16     | Tatiana Calderón    | Rit | Rit | 17  | 16  | 12  | 12  | Rit | 10  | 11  | 8   | 10  | 9   | 15  | 6   | 10  | 7   | 10  | 8   | 11    |
| 17     | Niko Kari           | Rit | 6   | SQ  | Rit | 11  | 8   | 11  | Rit | Rit | Rit | 14  | 12  | 10  | 10  |     |     |     |     | 6     |
| 18     | Gabriel Aubry       | 12  | Rit | 15  | Rit | 16  | Rit | Rit | Rit | 10  | 13  | 13  | 11  | Rit | Rit | 11  | 6   | 15  | 14  | 5     |
| 19     | Diego Menchaca      | 10  | 12  | 14  | Rit | 14  | 16  | 12  | 11  | 9   | 10  | 19  | 16  | Rit | 15  | Rit | 15  | 18  | 16  | 3     |
| 20     | Jannes Fittje       |     |     |     |     |     |     |     |     | 13  | 17  | 20  | 15  | 16  | 12  | 12  | 10  | 13  | Rit | 0     |
| 21     | Devlin DeFrancesco  |     |     |     |     | 18† | 11  | 15  | 14  | NP  | NP  | 18  | Rit | 13  | 11  | 17  | 12  | 17  | 11  | 0     |
| 22     | Julien Falchero     | 14  | 11  | 16  | 15  | 15  | 14  | Rit | Rit | 15  | 15  | 16  | 14  | Rit | 14  |     |     |     |     | 0     |
| 23     | Christian Lundgaard |     |     | 12  | 13  |     |     |     |     |     |     |     |     |     |     |     |     |     |     | 0     |
| 24     | Sacha Fenestraz     |     |     |     |     |     |     |     |     |     |     |     |     |     |     | 16  | 13  | 16  | 15  | 0     |
| 25     | Will Palmer         | 18  | 13  |     |     |     |     |     |     |     |     |     |     |     |     |     |     |     |     | 0     |
| 26     | Jehan Daruvala      |     |     |     |     |     |     |     |     |     |     |     |     |     |     |     |     | 19  | 13  | 0     |
| Pos.   | Pilota              | CAT | CAT | LEC | LEC | RBR | RBR | SIL | SIL | HUN | HUN | SPA | SPA | MNZ | MNZ | SOC | SOC | YMC | YMC | Punti |
| Fonte: |                     |     |     |     |     |     |     |     |     |     |     |     |     |     |     |     |     |     |     |       |

| Colore  | Risultato             |
| ------- | --------------------- |
| Oro     | Vincitore             |
| Argento | 2º posto              |
| Bronzo  | 3º posto              |
| Verde   | Finito a punti        |
| Blu     | Finito senza punti    |
| Viola   | Ritirato (Rit)        |
| Viola   | Non classificato (NC) |
| Rosso   | Non qualificato (NQ)  |
| Nero    | Squalificato (SQ)     |
| Bianco  | Non partito (NP)      |
| Bianco  | Non ha gareggiato     |
| Bianco  | Infortunato (INF)     |
| Bianco  | Escluso (ES)          |
| Bianco  | Gara cancellata (C)   |

### Classifica squadre
| Pos.   | Squadra             | CAT | CAT | LEC | LEC | RBR | RBR | SIL | SIL | HUN | HUN | SPA | SPA | MNZ | MNZ | SOC | SOC | YMC | YMC | Punti |
| ------ | ------------------- | --- | --- | --- | --- | --- | --- | --- | --- | --- | --- | --- | --- | --- | --- | --- | --- | --- | --- | ----- |
| 1      | ART Grand Prix      | 1   | 2   | 1   | 1   | 1   | 1   | 1   | 4   | 1   | 2   | 3   | 1   | 2   | 3   | 2   | 4   | 3   | 1   | 640   |
| 1      | ART Grand Prix      | 2   | 3   | 2   | 5   | 5   | 6   | 2   | 5   | 3   | 3   | 5   | 2   | 3   | 4   | 3   | 16  | 4   | 2   | 640   |
| 1      | ART Grand Prix      | 3   | 7   | 8   | 7   | 14  | 7   | 3   | 7   | 6   | 12  | 6   | 3   | 5   | SQ  | 7   | 18  | 5   | 4   | 640   |
| 2      | Trident Racing      | 7   | 1   | 3   | 2   | 3   | 2   | 4   | 1   | 4   | 6   | 1   | 5   | 1   | 1   | 5   | 1   | 2   | 5   | 433   |
| 2      | Trident Racing      | 9   | 14  | 5   | 4   | 4   | 4   | 7   | 2   | 5   | 7   | 2   | 6   | 6   | 2   | 14  | 9   | 6   | 10  | 433   |
| 2      | Trident Racing      | 11  | 16  | 6   | 6   | 6   | Rit | 8   | 3   | 12  | 9   | 4   | 8   | 7   | 5   | 15  | 11  | 11  | Rit | 433   |
| 3      | Campos Racing       | 4   | 8   | 4   | 8   | 2   | 3   | 6   | 6   | 2   | 4   | 12  | 13  | 4   | 7   | 1   | 8   | 1   | 3   | 195   |
| 3      | Campos Racing       | 10  | 9   | 13  | 11  | 9   | 15  | 12  | 11  | 9   | 10  | 15  | 16  | 14  | 8   | 6   | 14  | 9   | 12  | 195   |
| 3      | Campos Racing       | 15  | 12  | 14  | Rit | 14  | 16  | 13  | 16  | 14  | 11  | 19  | Rit | Rit | 15  | Rit | 15  | 18  | 16  | 195   |
| 4      | MP Motorsport       | 5   | 5   | 12  | 13  | 10  | 5   | 5   | 9   | 8   | 1   | 14  | 7   | 8   | 9   | 4   | 3   | 14  | 7   | 94    |
| 4      | MP Motorsport       | 18  | 6   | SQ  | 14  | 11  | 8   | 11  | 14  | Rit | Rit | 17  | 12  | 10  | 10  | 17  | 12  | 17  | 11  | 94    |
| 4      | MP Motorsport       | Rit | 13  | SQ  | Rit | 18† | 11  | 15  | Rit | NP  | NP  | 18  | Rit | 13  | 11  |     |     | 19  | 13  | 94    |
| 5      | Jenzer Motorsport   | 6   | 4   | 9   | 10  | 8   | 12  | 14  | 10  | 7   | 5   | 10  | 9   | 15  | 6   | 9   | 5   | 8   | 6   | 65    |
| 5      | Jenzer Motorsport   | 8   | 17  | 17  | 12  | 12  | 13  | Rit | 15  | 11  | 8   | 11  | 10  | 16  | 12  | 10  | 7   | 10  | 8   | 65    |
| 5      | Jenzer Motorsport   | Rit | Rit | 19  | 16  | 19  | Rit | Rit | Rit | 13  | 17  | 20  | 15  | 17  | Rit | 12  | 10  | 13  | Rit | 65    |
| 6      | Arden International | 12  | 11  | 7   | 3   | 15  | 10  | 9   | 13  | 10  | 13  | 8   | 11  | 12  | 13  | 8   | 2   | 15  | 9   | 43    |
| 6      | Arden International | 14  | 15  | 15  | 15  | 16  | 14  | Rit | Rit | 15  | 15  | 13  | 14  | Rit | 14  | 11  | 6   | 16  | 14  | 43    |
| 6      | Arden International | 16  | Rit | 16  | Rit | Rit | Rit | Rit | Rit | Rit | 18  | 16  | 17  | Rit | Rit | 16  | 13  | 20  | 15  | 43    |
| Pos.   | Squadra             | CAT | CAT | LEC | LEC | RBR | RBR | SIL | SIL | HUN | HUN | SPA | SPA | MNZ | MNZ | SOC | SOC | YMC | YMC | Punti |
| Fonte: |                     |     |     |     |     |     |     |     |     |     |     |     |     |     |     |     |     |     |     |       |

| Colore  | Risultato             |
| ------- | --------------------- |
| Oro     | Vincitore             |
| Argento | 2º posto              |
| Bronzo  | 3º posto              |
| Verde   | Finito a punti        |
| Blu     | Finito senza punti    |
| Viola   | Ritirato (Rit)        |
| Viola   | Non classificato (NC) |
| Rosso   | Non qualificato (NQ)  |
| Nero    | Squalificato (SQ)     |
| Bianco  | Non partito (NP)      |
| Bianco  | Non ha gareggiato     |
| Bianco  | Infortunato (INF)     |
| Bianco  | Escluso (ES)          |
| Bianco  | Gara cancellata (C)   |

## Test post-stagionali
Il Circuito di Yas Marina ha ospitato i test post stagionali, tra il 29 novembre e il 1º dicembre.
| Circuito               | Data                     | Pilota più veloce | Team           | Tempo    | Giri |
| ---------------------- | ------------------------ | ----------------- | -------------- | -------- | ---- |
| Circuito di Yas Marina | 29 novembre (mattino)    | Jehan Daruvala    | MP Motorsport  | 1'54"737 | 20   |
| Circuito di Yas Marina | 29 novembre (pomeriggio) | Niko Kari         | Trident Racing | 1'53"890 | 18   |
| Circuito di Yas Marina | 30 novembre (mattino)    | Niko Kari         | Trident Racing | 1'54"683 | 19   |
| Circuito di Yas Marina | 30 novembre (pomeriggio) | Jehan Daruvala    | Campos Racing  | 1'54"753 | 29   |
| Circuito di Yas Marina | 1º dicembre (mattino)    | Jehan Daruvala    | Campos Racing  | 1'55"093 | 35   |
| Circuito di Yas Marina | 1º dicembre (pomeriggio) | Jehan Daruvala    | Campos Racing  | 1'55"090 | 17   |